# Godrano
Godrano (sicilsky Kuṭṛànu) je městečko se zhruba jedenácti sty obyvatel, které se nachází v západní vnitrozemské oblasti palermské provincie na Sicílii. Město leží na severním úpatí skalního masívu Rocca Busambra, Nadmořská výška katastrálního území obce se pohybuje od 450 m n. m. do 1613 m n. m. (tato kóta je nejvyšším bodem hřebene Rocca Busambra a zároveň i nejvyšším vrcholem Sicanského pohoří (Monti Sicani). Katastr Godrana je zčásti totožný s územím přírodní rezervace Bosco della Ficuzza, Rocca Busambra, Bosco del Cappelliere a Gorgo del Drago, vyhlášené 26. 7. 2000.

## Historie
Nejstarší historie městečka je spjata s obdobím arabské expanze na Sicílii a okupace ostrova Araby v 9. - 11. století. Arabové toto místo nazývali Al-Gudran, stejně, jako nedaleké jezero.
Ve 14. století z vlády aragonských panovníků na Sicílii, se městečko rozvíjelo. V 16. století založil místní šlechtic Annibale Valguarnera nové město Godrano o něco níže, než bylo původní sídlo, a tato nová osada se stala jádrem dnešního Godrana. Město má šachovnicový půdorys, odpovídající charakteru pozdější výstavby v 18. století. Po zemětřesení, k němuž došlo v povodí řeky Belice v roce 1967, prošlo centrum města revitalizací a přestavbou, během níž byly zbořeny některé starší objekty.

### Války místní mafie
Život v Godranu byl od roku 1921 poznamenán sporem příslušníků dvou rodin - Barbaccia a Lorello - o ovládnutí místních pastvin, zasahujících do někdejšího královského lesa Bosco della Ficuzza. Jednalo se o území, na kterém byl ukrýván a porážen kradený dobytek. Uvádí se, že z těchto zdrojů pocházela více než polovina masa, spotřebovaného v Palermu. Vraždění, doprovázející tyto spory, pokračovalo až do druhé poloviny 20. století. Za období od roku 1921 do roku 1959, kdy byli konkurenční mafií zavražděni bratři Percorariové ve věku 19 a 10 let, bylo na území Godrana spácháno 60 závažných trestných činů, z toho 40 vražd příslušníků rodin Barbaccia a Lorello. Ještě v 80. letech 20. století byly vyšetřovány a souzeny některé další trestné činy příslušníků godranské mafie.

## Venkovská architektura

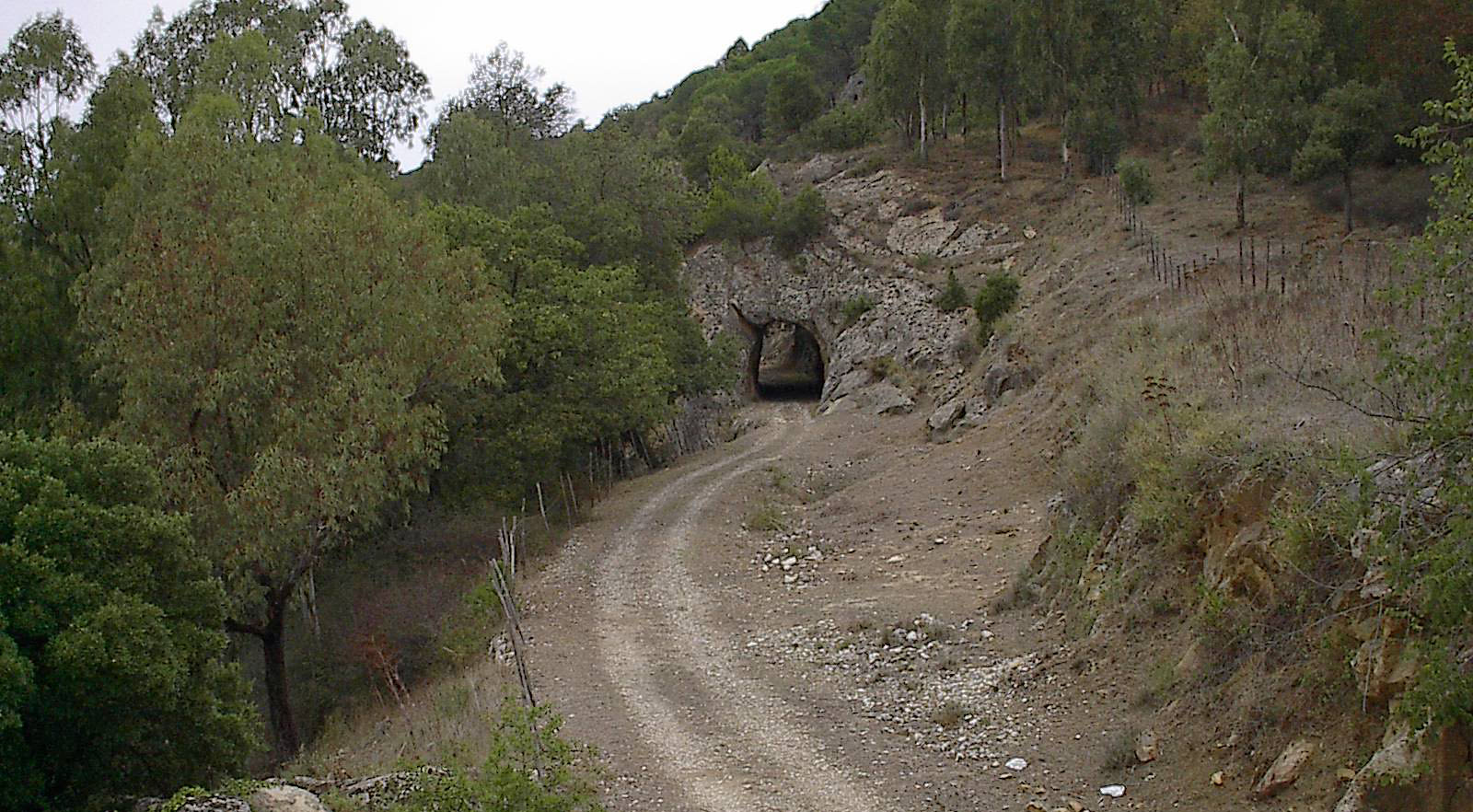
Cyklostezka a tunel na bývalé železniční trati u Godrana

Vznik zajímavých staveb v okolí Godrana souvisí s historii loveckého zámku Bourbonů a klimatických lázní v sousední Ficuzze. Mezi tyto stavby patří například La Peschiera dei Borboni  poblíž přírodní rezervace Gorgo del Drago či horská chata Alpe Cucco, původně lesovna v bourbonské honitbě, jak dokládá mapa z roku 1849. Tato chata nyní slouží pro ubytování návštěvníků Roccy Busambry a přilehlé přírodní rezervace.
V údolí říčky Frattiny jsou zbytky starých mlýnů, dochovaly se též některé původní mlýnské kameny. V některých lokalitách se lze nalézt také pozůstatky pecí na pálení vápna, které zde existovaly již v 16. století. Od roku 1884 mělo Godrano železniční spojení s Palermem. Na úzkorozchodné železniční trati Palermo - Corleone - San Carlo byl ukončen provoz v roce 1959 a drážní těleso bylo později přebudováno na cyklostezku, která zpřístupňuje nejzajímavější partie přírodní rezervace mezi Ficuzzou a Godranem.

## Doprava
Po zrušení železniční tratě jedinou formou veřejné dopravy jsou autobusové linky sicilské regionální společnosti AST. Godranem prochází místní komunikace, která je spojnicí mezi silnicemi vyšší třídy, jež vedou na sever do 40 km vzdáleného Palerma či na druhé straně směrem na jihovýchod do vzdálenějších regionů Sicílie.

## Zajímavosti
Sýr Caciocavallo Godranese
Godranští se pyšní svým sýrem Il Caciocavallo Godranese, kterému přezdívají " fiore a quattro facce" ("květina čtyř tváří" či "květina čtyř podob"). Základem sýra, který je registrován jako tradiční sicilský produkt, je kvalitní mléko, produkované kravami, volně se pasoucími v okolní divoké přírodě. Tento sýr je vyvážen do řady zemí světa. Mezi ceněné produkty místního zemědělství patří též salám, vyráběný z oslího masa.
John Travolta
Z Godrana pocházel dědeček amerického herce, zpěváka a tanečníka Johna Travolty Salvatore Travolta.
Film The Brotherhood
Historie místní mafie inspirovala americké tvůrce k natočení filmu The Brotherhood (Bratrství). Film s Kirkem Douglasem a Irene Papas v hlavních rolích natočil v roce 1968 režisér Martin Ritt.